# Korn III: Remember Who You Are
«Korn III: Remember Who You Are» (с англ. — «Помни, кто ты») — девятый студийный альбом американской ню-метал-группы KoRn. Релиз альбома состоялся 13 июля 2010 года в Соединённых Штатах и Великобритании. Диск позиционируется группой как возвращение к истокам, к сырому звучанию и лирике первых двух альбомов. Также показательно то, что на место продюсера пригласили Росса Робинсона, работавшего с музыкантами над дебютным альбомом и их вторым, «Life Is Peachy». По одной из версий, «Korn III» в названии альбома появился по тем же причинам. За первую неделю было распродано около 63.000 копий на территории США что поместило его на вторую строчку в Billboard 200.
Выпустив неназванный восьмой альбом в июле 2007 года, и тем самым выполнив условия контракта с лейблом Virgin Records на запись двух студийных альбомов, Korn взяли перерыв, чтобы участники группы могли сосредоточиться на сольных проектах. Гитарист Джеймс «Манки» Шаффер начал запись альбома своего проекта Fear And The Nervous System. В июле, на странице группы в MySpace Шаффер опубликовал сообщение, что альбом не будет выпущен 8 августа 2008 года, как было обещанно ранее. Басист Реджинальд «Филди» Арвизу записал гитарные партии для дебютного альбома своего проекта StillWell «Dirtbag». Вокалист Джонатан Дэвис записал свой первый сольный альбом со своим сайд-проектом, группой SFA, которая также сопровождала Дэвиса в его сольном туре Alone I Play. Дебютный альбом StillWell «Dirtbag» был выпущен 10 мая 2011 года, в то время как альбомы сольных проектов остальных участников группы были выпущены позже, в том же году.
Вернувшись в студию для записи девятого студийного альбома группы, Korn наняли своего старого друга, продюсера Росса Робинсона. В основной состав группы был принят барабанщик Рэй Лузье, который ранее сопровождал группу в турах как сессионный барабанщик, заменяя ушедшего ранее барабанщика группы Дэвида Сильверию. Этот альбом стал первым, в записи которого принял участие Лузье.

## Запись альбома
На ранней стадии производства, Лузье, Aрвизу, и Шаффер сочиняли материал для нового альбома в гараже Филди. В это время, Дэвис преднамеренно отказывался слушать наработки коллег по группе, чтобы начать сочинять лирику для уже готового материала. По сообщения группы, на тот момент было готово примерно пятнадцать-шестнадцать песен. Согласно заявлению Филди, группа планировала отыграть кое-что из нового материала во время турне, но решила оставить эту идею из-за обилия материала, сочинённого участниками группы во время сессий.
После окончания Escape From the Studio Tour в конце 2009 года, группа
возвратилась в студию вместе с Робинсоном, для того, чтобы начать непосредственную запись альбома. В то время, как предыдущий альбом группы носил более экспериментальный характер и содержал клавишные партии, выполненные сессионным участником группы Заком Бэйрдом, привнёсшие в альбом особенную, для музыки Korn атмосферу. Новый же альбом был записан с Манки на гитаре, Филди на басу, Рэйем на барабанах и Дэвисом на вокале. В отличие от предыдущих альбомов группы, где материал записывался на современном оборудовании, и был более «прилизанным», новый альбом был записан на оборудовании, которое было близко к тому, на котором записывались первые альбомы группы без использования Pro Tools. Несмотря на то, у группы был доступ к большой студии записи, Робинсон настоял на том, что альбом должен быть записан в небольшой, размером 8 x 8, комнате, предназначенной для записи гитарных партий. Все это должно было приблизить предстоящий релиз к первым двум работам Korn.
Рэй Лузье в интервью Altsounds:
" Запись проходит просто отлично, потому, что это третий альбом группы с Россом Робинсоном. Мы начинаем новый этап в жизни KORN, или что-то вроде того, ведь теперь я - постоянный участник, и это похоже на начало с нуля. Мы не ведём запись в гигантской удобной студии, к которой мы привыкли, мы попытались не растрачивать наши идеи на перепроизводство материала, но мы попробованными поймать нашу страсть. Не было такого, чтобы мы сочиняли по плану. Мы просто играли то, что чувствовали в тот момент. Это - все наша страсть. Когда мы играем наши песни живьём, они звучат точно так же как в альбоме, но чувствуется энергия живого выступления. И мы гордимся этим."
"The Lowdown: Ray Luzier of Korn"

## Концепция альбома и лирика
В апреле 2009 года, вокалист Джонатан Дэвис заявил, что лирическая концепция альбома будет касаться пяти символов, которые, по его мнению, являются причиной гибели человека: наркотики, религия, власть, деньги и время. Но на этом комментарии Дэвиса не закончились:
«Она (лирика) превращается в нечто другое. Я готовился к этому, писал песни, у меня было соответствующее настроение. И тогда другие вещи стали приходить мне в голову, но я не смог контролировать весь тот поток, который выходил из глубин моей души. Так что, музыка... она постоянно изменяется. Я могу начать что-то делать по плану, но задуманное всё равно превращаются во что-то иное. У нас есть 13 или 14 песен, ребята по очереди играют на басу и гитарах. Ударные уже записаны. Эта пластинка — самая разнообразная, и я считаю, что она осчастливит наших фэнов, они все будут очень удивлены».
Также Дэвис сказал, что альбом будет напоминать их ранние альбомы. Он уточнил: "Мы не пытаемся сделать клон нашего первого альбома или Life Is Peachy часть вторая. Но он будет пропитан духом этих работ, потому что мы используем тот же подход при написании материала.

## Название
Во время записи, группа именует новый альбом, как Korn III, что является ссылкой на ранний материал группы. Позже, название альбома было расширено до Korn III: Remember Who You Are. Дэвис объяснил выбор названия так: «Всё сводится к одному вопросу: 'Кто, чёрт возьми, я такой?' Мы пытались вспомнить с чего мы начали. И название как бы подчёркивает то, о чём я говорю». Манки также прокомментировал выбор названия: «Вы можете забыть о том, почему вы начали играть музыку, потому что на вас свалились деньги, слава, эти безумные путешествия по всему миру и встречи с фанатами. Но однажды вы понимаете, что пора начать все сначала.»

## Список композиций
Слова и музыка всех песен — Korn.
| №                   | Название                   | Длительность |
| ------------------- | -------------------------- | ------------ |
| 1.                  | «Uber-Time»                | 1:28         |
| 2.                  | «Oildale (Leave Me Alone)» | 4:43         |
| 3.                  | «Pop a Pill»               | 3:59         |
| 4.                  | «Fear Is a Place to Live»  | 3:09         |
| 5.                  | «Move On»                  | 3:48         |
| 6.                  | «Lead the Parade»          | 4:25         |
| 7.                  | «Let the Guilt Go»         | 3:57         |
| 8.                  | «The Past»                 | 5:05         |
| 9.                  | «Never Around»             | 5:29         |
| 10.                 | «Are You Ready to Live?»   | 3:59         |
| 11.                 | «Holding All These Lies»   | 4:38         |
| Общая длительность: | Общая длительность:        | 44:40        |

## Бонус треки японского издания
| №   | Название                  | Длительность |
| --- | ------------------------- | ------------ |
| 12. | «Freak on a Leash (Live)» | 5:41         |

## Специальное издание/iTunes бонус — треки
| №   | Название                                            | Длительность |
| --- | --------------------------------------------------- | ------------ |
| 12. | «Trapped Underneath the Stairs»                     | 4:20         |
| 13. | «People Pleaser»                                    | 7:05         |
| 14. | «Blind (Live)»                                      | 5:28         |
| 15. | «Oildale (Leave Me Alone) (Live, только на iTunes)» | 4:32         |

## Участники записи
- Джонатан Дэвис — Вокал
- Реджинальд «Филди» Арвизу — Бас-гитара
- Джеймс «Манки» Шаффер — Гитара
- Рэй Лузье — Ударные
- Росс Робинсон — Продюсер
- Джим Монти — Звукоинженер, сведение
- Тед Йенсен — Мастеринг

## Позиции в чартах
| Чарт (2010)                             | Наивысшая позиция |
| --------------------------------------- | ----------------- |
| Australia (ARIA)                        | 8                 |
| Austria (Ö3 Austria Top 40)             | 3                 |
| Belgium (Ultratop Flanders)             | 27                |
| Belgium (Ultratop Wallonia)             | 18                |
| Canada (Nielsen SoundScan)              | 4                 |
| Denmark (Tracklisten)                   | 37                |
| Finland (Suomen virallinen lista)       | 14                |
| Germany (Media Control AG)              | 4                 |
| Greece (IFPI)                           | 17                |
| Hungary (MAHASZ)                        | 38                |
| Ireland (IRMA)                          | 40                |
| Italy (FIMI)                            | 19                |
| Netherlands (MegaCharts)                | 20                |
| New Zealand (RIANZ)                     | 5                 |
| Norway (VG-lista)                       | 34                |
| Polish Albums Chart                     | 30                |
| Spain (PROMUSICAE)                      | 56                |
| Sweden (Sverigetopplistan)              | 23                |
| Switzerland (Schweizer Hitparade)       | 8                 |
| UK Albums (The Official Charts Company) | 23                |
| US Billboard 200                        | 2                 |
| US Rock Albums (Billboard)              | 1                 |
| US Alternative Albums (Billboard)       | 1                 |
| US Hard Rock Albums (Billboard)         | 1                 |